# JR West

Území, na kterém působí Západojaponské železniční společnost, je znázorněno tmavě modrou barvou; zahrnuje metropolitní oblast Keihanšin a významná města Okajama a Hirošima

Západojaponská železniční společnost (japonsky 西日本旅客鉄道株式会社, Niši-Nihon rjokaku tecudó kabušiki gaiša, anglicky West Japan Railway Company) je jednou ze společností Japonské železniční skupiny a působí na západě ostrova Honšú. Na mezinárodním poli je společnost známější pod svým kratším názvem JR West (JR西日本; JR Niši-Nihon).

## Historie
1. dubna 1987 byla Západojaponská železniční společnost zapsána jako obchodní společnost (kabušiki gaiša), jako součást rozpadu vládou vlastněných Japonských státních železnic. Původně to byla plně vlastněná pobočka Společnosti japonských státních železnic, zvláštní společnost vytvořená k držbě aktiv bývalých Japonských státních železnic, které byly rozděleny mezi nové společnosti Japonských železnic.
První čtyři roky své existence měla Západojaponská železniční společnost pronajatu nejvýnosnější trať odděleného holdingu Šinkansen, kterou bylo Sanjó-šinkansen. V říjnu 1991 Západojaponská železniční společnost trať koupila za 974,1 miliard jenů (asi 7,2 miliard USD) za dlouhodobý úvěr.
V říjnu 1996 prodala Společnost japonských státních železnic 68,3 % Západojaponské železniční společnosti na tokijské burze ve veřejné nabídce. Poté, co v říjnu 1998 Společnost japonských státních železnic zanikla, její akcie v Západojaponské železniční společnosti byly převedeny na vládou vlastněnou veřejnou Společnost japonských železničních staveb, která se v říjnu 2003 sloučila do Agentury japonských železničních staveb, dopravy a technologií jako součást balíčku byrokratických reforem. V roce 2004 nabídla Agentura japonských železničních staveb, dopravy a technologií všechny své akcie v Západojaponské železniční společnosti veřejnosti a tím skončilo období vládního vlastnictví Západojaponské železniční společnosti. Nyní je Západojaponská železniční společnost obchodována na tokijské burze, burze v Nagoji, burze v Ósace a burze ve Fukuoce.
Západojaponská železniční společnost pokračuje v úhradě dluhů, které vytvořila Společnost japonských železnic až do roku 1987, i když díky přefinancování se jí podařilo za posledních deset let snížit platby úroků na polovinu.

## Tratě

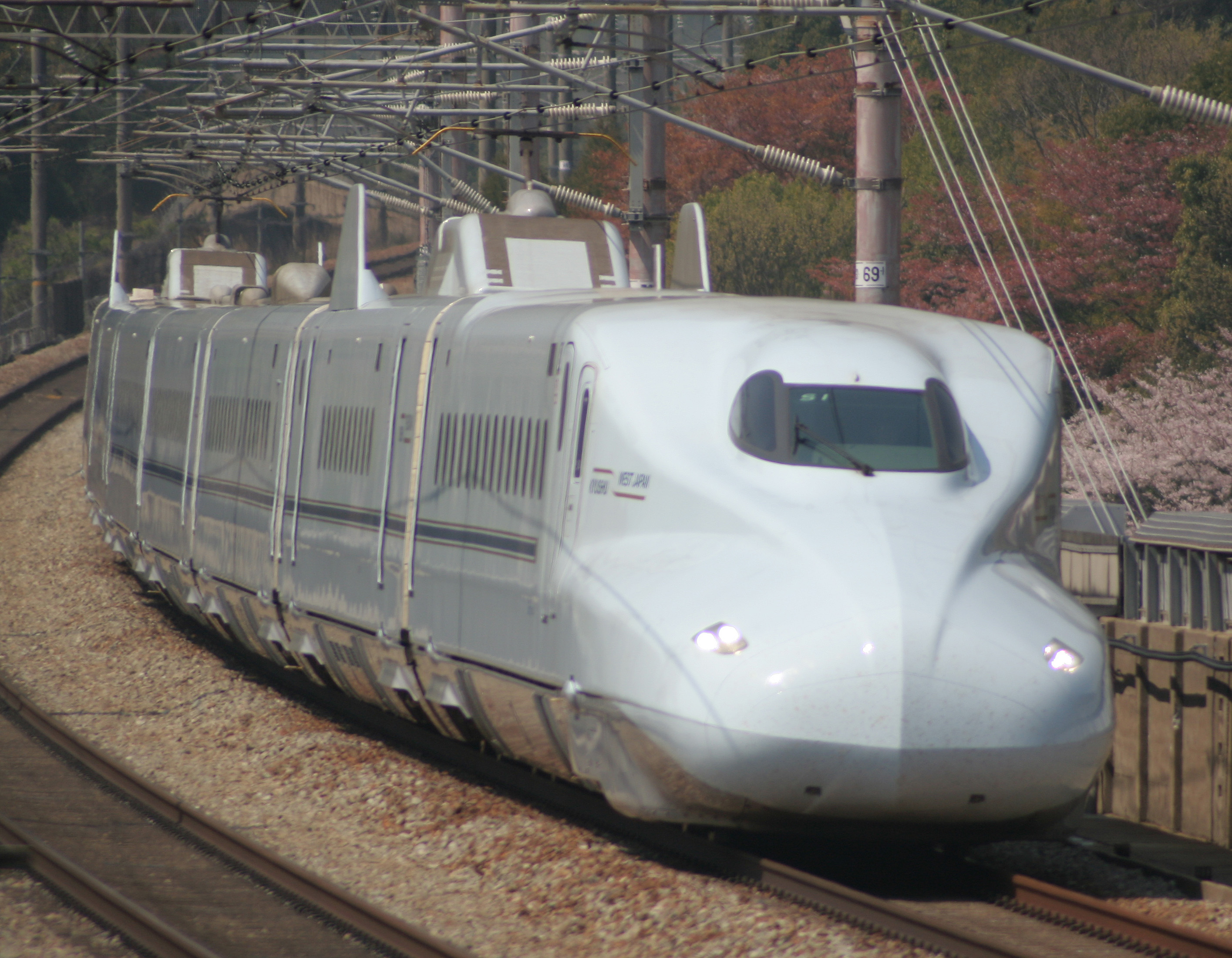
Vlak Šinkansen série N700

### Sanjó-šinkansen
Nejvýnosnější tratí Západojaponské železniční společnosti je vysokorychlostní Sanjó-šinkansen mezi Ósakou a Fukuokou. Samotný Sanjó-šinkansen se stará o asi 40 % výnosů z osobní dopravy Západojaponské železniční společnosti. Společnost rovněž provozuje trať Hakata-Minami, krátké spojení vlakem šinkansen ve Fukuoce.

### Městská síť
Městská síť je označení pro příměstské tratě Západojaponské železniční společnosti v metropolitní oblasti Keihanšin (jap.: 京阪神). Tyto tratě dohromady tvoří 610 km, mají 245 stanic a starají se o asi 40 % výnosů z osobní dopravy celé Západojaponské železniční společnosti. Stanice Městské sítě jsou vybaveny zařízeními pro cestovní karty ICOCA. Řízení dopravy na těchto tratích je vysoce automatizované a během hodin špičky jezdí vlaky každé dvě minuty.
Městská síť Západojaponské železniční společnosti soutěží s množstvím soukromých místních železničních provozovatelů okolo Ósaky, „Velkou 4“ tvoří Železnice Hankjú / Železnice Hanšin (v roce 2005 Hankjú koupil Hanšin), Železnice Keihan, Kintecu a Železnice Nankai. Podíl na trhu Západojaponské železniční společnosti v regionu je zhruba stejný jako Velké 4 dohromady, především díky své husté síti a rychlým příměstským vlakům (vlaky rychlé vrstvy na tratích Kóbe a Kjóto jezdí rychlostí až 130 km/h).
Názvy psané kurzívou jsou zamýšlené tratě.
- Trať Akó
- Trať Biwako
- Trať Gakkentoši (také zvaná trať Katamači)
- Trať Hanwa
- Trať na letiště Kansai
- Trať Kóbe
- Trať Kosei
- Trať Kjóto
- Trať Nara
- Ósacká okružní trať
- Trať Ósaka Higaši
- Trať Sagano
- Trať Sakurai
- Trať Takarazuka
- Trať Tozai
- Trať Jamatodži
- Trať Wakajama
- Trať Jumesaki (také zvaná trať Sakuradžima)

### Meziměstské a regionální tratě

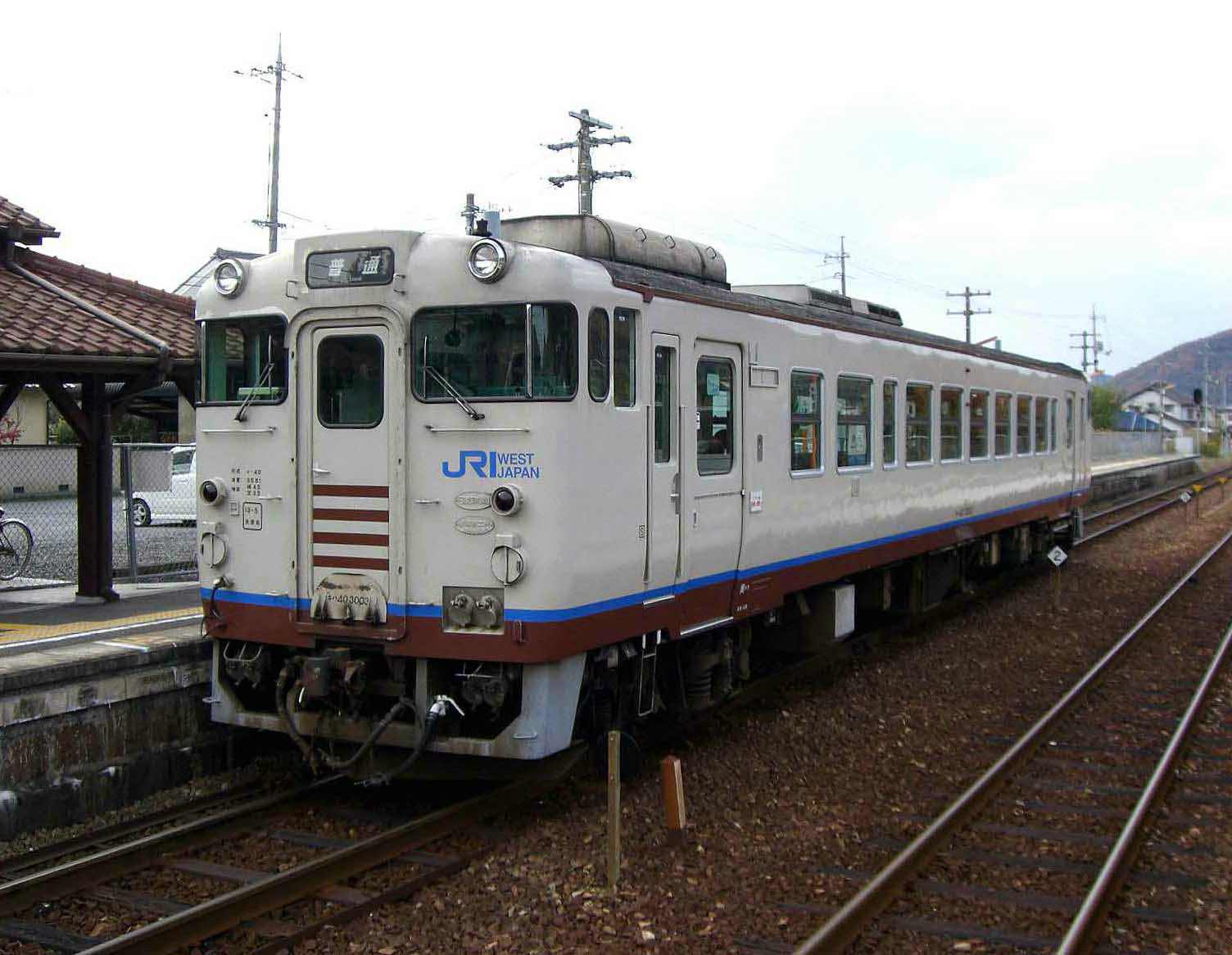
Dieselový vlak místní služby na trati Cujama

Množství dalších tratí tvoří více než polovinu délky tratí Západojaponské železniční společnosti. Tyto tratě v první řadě vozí obchodníky a návštěvníky mezi menšími městy a venkovskými oblastmi v západním Japonsku. Starají se o asi 20 % výnosů z osobní dopravy celé společnosti.

#### Meziměstské tratě
- Trať Fukučijama
  - včetně tratě Takarazuka
- Trať Hakubi
- Hlavní trať Hokuriku
  - včetně tratě Biwako
- Trať Honši-Bisan, Čajamači – Kodžima
  - Součást tratě Seto-Óhaši
- Hlavní trať Kansai, Kamejama – Namba
  - včetně tratě Jamatodži
- Hlavní trať Kisei, Šingú – Wakajamaši
  - včetně tratě Kinokuni
- Hlavní trať San'in
  - včetně tratě Sagano
- Hlavní trať Sanjó, Kóbe – Šimonoseki, Hyjógo – Wadamisaki
  - včetně tratě Kóbe
- Hlavní trať Takajama, Inotani – Tojama
- Hlavní trať Tókaidó, Maibara – Kóbe
  - včetně tratí Biwako, Kjóto a Kóbe

#### Regionální tratě
- Trať Bantan
- Trať Ecumi-Hoku (také zvaná trať Kuzurjú)
- Trať Fukuen
- Trať Gantoku
- Trať Geibi
- Trať Himi
- Trať Inbi
- Trať Jóhana
- Trať Kabe
- Trať Kakogawa
- Trať Kibi
- Trať Kišin
- Trať Kisuki
- Trať Kure
  - včetně tratě Setouči Sazanami
- Trať Kusacu
- Trať Maizuru
- Trať Mine
- Trať Nanao
- Trať Obama
- Trať Óito, Minami-Otari – Itoigawa
- Trať Onoda
- Trať Sakai
- Trať Sankó
- Trať Cujama
- Trať Ube
- Trať Uno
- Trať Jamaguči

## Další podniky

Logo Západojaponské železniční společnosti

Mezi dceřiné společnosti Západojaponské železniční společnosti patří:
- Čúgoku Západojaponská železniční autobusová společnost – provozovatel meziměstských autobusů
- Cestovní kancelář Nippon Co., Ltd
- Vyhlídková železnice Sagano
- Západojaponská železniční autobusová společnost – provozovatel meziměstských autobusů
- Západojaponská železniční společnost pro vývoj hotelů – vlastní Hotel Granvia Kyoto
- Západojaponská železniční společnost Isetan – joint venture s Isetanem; provozuje obchodní dům Isetan ve stanici Kjóto

Západojaponská železniční společnost také přímo provozuje trajektovou linku mezi Hirošimou a ostrovem Mijadžima.